# Фикобилины
Фикобили́ны (от греч. φύκος — водоросли и лат. bilis — желчь) — тетрапиррольные пигменты (билины) красных водорослей, глаукофит, криптофит и цианобактерий (синезелёных водорослей). Фикобилины являются хромофорной группой фикобилипротеинов — кислых водорастворимых глобулярных хромопротеинов светособирающего комплекса водорослей. Отдельными молекулами фикобилины, как правило, не представлены, а образуют комплексы с белками — фикобилипротеиды (хромопротеиды).

Фитоэритробилин

В водорослях наиболее распространены красные фикоэритрины с максимумом поглощения λmax = 560—570 нм и синие фикоцианины с λmax = 610 нм, при этом большинство видов содержат как фикоэритрины, так и фикоцианины. Отношение количеств фикоэритринов и фикоцианинов зависят от спектрального состава света в среде обитания водорослей: преобладание зелёного света в освещении при росте на глубине вследствие поглощения водой красного участка спектра ведёт к синтезу поглощающего в этом участке спектра фикоэритрина, при достаточном красном освещении у поверхности воды преобладает синтез фикоцианинов. Фикобилины светятся в определённом световом диапазоне, и поэтому обычно используются в химических исследованиях, например, фикобилипротеины связывают с антителами; эта техника известна под названием иммунофлюоресценция.

## Разновидности
Существует четыре вида фикобилинов:
1. красный Фикоэритробилин;
2. оранжевый Фикоуробилин;
3. голубой Фиковиолобилин (также известный как фикобиливиолин) найденный в фикоэритроцианине;
4. голубой Фикоцианобилин (также известный как фикобилевердин).

Их можно обнаружить соединёнными в различных сочетаниях с фикобилипротеинами, что придаёт им специфические спектральные качества.

## Структурное отношение к другим молекулам
Говоря химическим языком, фикобилины состоят из открытой цепи пиррольных колец (тетрапирролы) и структурно сходны с желчным пигментом билирубином, что объясняет их название. (На структуру билирубина тоже влияет солнечный свет, этот факт используется при фототерапии желтушных новорождённых.) Фикобилины очень близки к светочувствительным пигментам растений — фитохромам, которые также состоят из открытой цепи четырёх пирролов. Хлорофиллы тоже состоят из пирролов, но там они организованы в кольцо и содержат атом металла в центре.